# Monetaria moneta
Monetaria moneta, pot. monetka – gatunek porcelanki. Osiąga od 10 do 44 mm, najczęściej około 20–25 mm. Wśród porcelanek najpospolitszy gatunek, liczebność populacji szacowana jest na setki miliardów osobników.

## Występowanie
Gatunek występuje praktycznie na całym obszarze wód indopacyficznych – u wschodnich wybrzeży Afryki, południowych wybrzeży Azji, Australii, Nowej Zelandii, aż po Amerykę; z reguły w sąsiedztwie raf koralowych lub łąk morskich.

## Obiekt handlu i wymiany
W przeszłości muszle tego ślimaka morskiego, powszechnie znane jako kauri (z hind., ang. cowry), używane były jako płacidło – surogat pieniądza. „Mennicą” tej naturalnej waluty zastępczej były Malediwy, zwane również „wyspami kauri”. W roli środka płatniczego zaczęto je używać w Chinach i Japonii na przełomie XVI/XV wiek p.n.e. W XVIII wieku za muszle kauri kupowano (głównie w Afryce) niewolników sprzedawanych potem w Ameryce, co przynosiło ogromne zyski trudniącym się tym procederem Anglikom i Holendrom.
Obecnie muszle porcelanki gatunku Monetaria moneta wykorzystuje na ogromną skalę przemysł pamiątkarski – wytwarzane z niej przedmioty są stałym artykułem na straganach i w sklepach miejscowości o charakterze turystycznym.